# Yulia Lisnik
Yulia Lisnik (ur. 1 sierpnia 1966) – mołdawska lekkoatletka, chodziarka.
Podczas mistrzostw świata (1993) zajęła 26. miejsce w chodzie na 10 kilometrów.
Odpadła w eliminacjach chodu na 3000 metrów na halowych mistrzostwach Europy (1994).
Dwudziesta druga zawodniczka mistrzostw Europy w chodzie na 10 kilometrów (1994).

## Rekordy życiowe
- Chód na 10 kilometrów – 46:14 (1991) rekord Mołdawii[3]
- Chód na 20 kilometrów – 1:41:30 (1991) rekord Mołdawii[3]
- Chód na 3000 metrów (hala) – 13:10,43 (1994) rekord Mołdawii[3]